# Sofija Andruchovyč
Sofija Juriïvna Andruchovyč (in ucraino Софі́я Ю́ріївна Андрухо́вич?; Ivano-Frankivs'k, 17 novembre 1982) è una scrittrice, saggista e traduttrice ucraina, nota in particolare per il suo libro "Felix Austria" premiato nel 2014 dalla BBC ucraina come libro dell'anno. Nel 2022 ha ottenuto il "Women in Arts Award" in letteratura.

## Biografia
Sofija Andruchovyč è nata nel 1982 a Ivano-Frankivs'k, nell'Ucraina occidentale. È la figlia di Nina e Jurij Andruchovyč, poeta e romanziere ucraino.
Terminati gli studi, ha lavorato per il periodico Četver, diretto dallo scrittore Jurij Izdryk.
Dal 2002 ha iniziato a pubblicare raccolte di testi in prosa. Nel 2004 ha ricevuto una borsa di soggiorno dall'associazione Villa Decius di Cracovia, città in cui risiedeva all'epoca, prima di trasferirsi a Kiev. 
Il suo romanzo Felix Austria, pubblicato nel 2014, ha riscosso un buon successo di pubblico. Ambientato durante il periodo dell'impero austriaco, narra della vita di due donne di Stanislavov, nella Galizia orientale. Nel dicembre 2014, il romanzo è stato premiato come "Libro dell'anno" dalla BBC Ucraina e nel 2020 ne è stato tratto il lungometraggio Viddana, diretto dalla regista Chrystyna Syvolap.
Sofija Andruchovyč ha pubblicato anche un libro di ricette con la scrittrice Marianna Dušar nel 2019.
Nel marzo 2021 ha ricevuto il Women in Arts Award in letteratura.

## Vita privata
È sposata con lo scrittore Andrij Bondar e ha una figlia, Varvara, nata il 10 marzo 2008.

## Opere

### Prosa
- Літо Мілени (L'estate di Milena) Kiev, 2002.
- Старі люди (Anziani) Ivano-Frankivs'k, 2003.
- Жінки їхніх чоловіків (Mogli dei loro mariti) Ivano-Frankivs'k, 2005.
- Сьомга (Salmone) Kiev, 2007.
- Фелікс Австрія (Felix Austria) Leopoli, 2014.
- Amadoka (Амадока), Leopoli, 2020

### Traduzioni
- Manuela Gretkowska, Європейка (Il ragazzo di carta) Salisburgo, 2016 ISBN 978-3-7017-1663-0  (traduzione dal polacco).
- JK Rowling, Гаррі Поттер і келих вогню, traduzione dall'inglese (insieme a Viktor Morozov)

## Borse di studio e premi
- 2001 - Vincitrice della Smoloskyp Literature Foundation di Kiev
- 2004 - Borsista del programma "Homines Urbani" della Villa Decius di Cracovia[8]
- 2013 - Borsista della "Gaude Polonia" di Varsavia
- 2015 - Vincitrice del premio Józef Conrad dell'Istituto Polacco di Kiev[9]
- 2017 - Vincitrice del premio letterario Visegrad Eastern Partnership[10]